# 米飯基督徒
米飯基督徒，又稱吃教教徒、奶粉教徒、麵粉教徒，是指出於物質利益而非信仰認同成為基督徒的人，為貶義詞。

## 概說
該術語通常用於亞洲國家，例如印度、中國及日本。近現代的基督教傳教士大多來自經濟較為發達的西方國家，他們往海外進行傳教工作的同時，也帶來傳教地區可能需要的生活物資。外來的傳教士和在地反對基督教傳入者都擔心，在這種情況下，人們只是名義上皈依基督教以接受慈善或物質進步。最早用英語表達這一概念的例子之一是威廉·丹皮爾在1689年的著作中，當時他寫了有關法國牧師為使江戶人改信基督教的努力，即他們奉獻的大米的比傳教更多。
該詞也被貶義地描述傳教士利用貧窮和飢荒誘使皈依。世界基督教聯合會在2011年發布的文件《多宗教世界中的基督徒見證：行為建議》中提出了以下要點之一：“如果基督徒通過欺騙和脅迫手段從事不適當的宣教活動，他們背叛了福音，並可能給他人造成痛苦。”本文件的原則4和5概述了“ ..服務行為，例如提供教育，保健，救濟服務以及正義和倡導行為，是見證福音的一個組成部分。利用貧困和需要的情況在基督徒的外展活動中沒有地位。基督徒應該譴責並避免在服務中提供一切形式的誘惑，包括經濟上的鼓勵和獎勵。”和“ ..當他們執行這些事工時，要充分尊重人的尊嚴，確保不利用人民的脆弱性和他們對康復的需要。” 這些觀點被視為防止了產生“大米基督徒”的指引。
米飯基督徒”一詞出現在哈珀·李的《殺死一隻知更鳥》的第13章中。
A.J.克朗寧的小說《王國的鑰匙》，講述了一位在中國做傳教工作的蘇格蘭牧師。儘管從未使用過該術語，但當主角由一對名叫Hosannah和Ferdinand Wang的中國夫婦主持時，顯示了該示例。通過認識他的主人夫婦，主人公發現他們對幫助他進行宣教工作沒有興趣，接待他主要是為了獲得從蘇格蘭教會來的錢。

### 書目
- "Rice Christians". Brewer's Dictionary of Phrase and Fable. 1898. Retrieved 2007-04-17.